# Служба митних катерів США

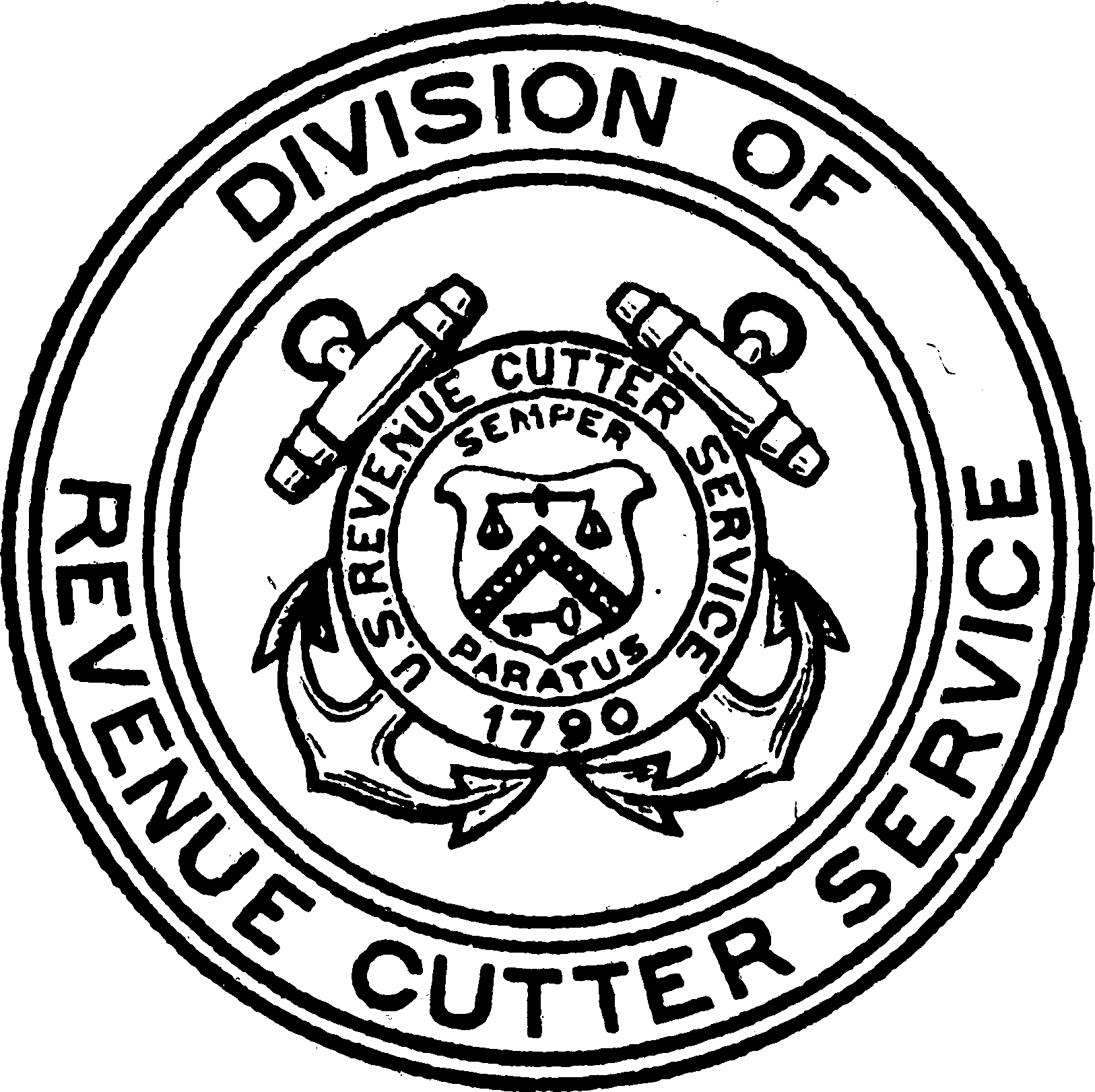
Офіційна печать Служби митних катерів США

Служба митних катерів США (Revenue Cutter Service) була створена актом Конгресу 4 серпня 1790 року як Морська митниця (Revenue-Marine) за рекомендацією секретаря казначейства Александера Гамільтона для виконання функції збройної митної служби. З плином часу служба поступово отримувала й додаткові функції, як за власною ініціативою, так і відповідно до законодавчих приписів, включаючи і завдання військового характеру. Більший час свого існування цей орган носив первісну назву, аж до 31 липня 1894 року, коли він був офіційно перейменований у Службу митних катерів. 
Служба митних катерів доходів діяла під управлінням Міністерства фінансів США. 28 січня 1915 року служба була об'єднана актом Конгресу зі Службою порятунку життя США, щоб утворити Берегову охорону Сполучених Штатів.